# Zeppelin (Würfelspiel)
Zeppelin ist ein Würfelspiel mit einem Würfel, einem Würfelbecher sowie einem einfachen Spielplan für mindestens zwei Mitspieler. Den Namen hat das Spiel von der Zeppelinskizze, der den Spielplan darstellt und prinzipiell durch andere Bilder mit sechs Feldern ersetzt werden kann. Das Spiel entstand wahrscheinlich zum Ende des 19. Jahrhunderts in Deutschland als Variante des Hüttenspiels.
Ein Spiel mit gleichem Spielprinzip jedoch mit zwei Würfeln ist als Schluckhansel bekannt.

## Spielweise

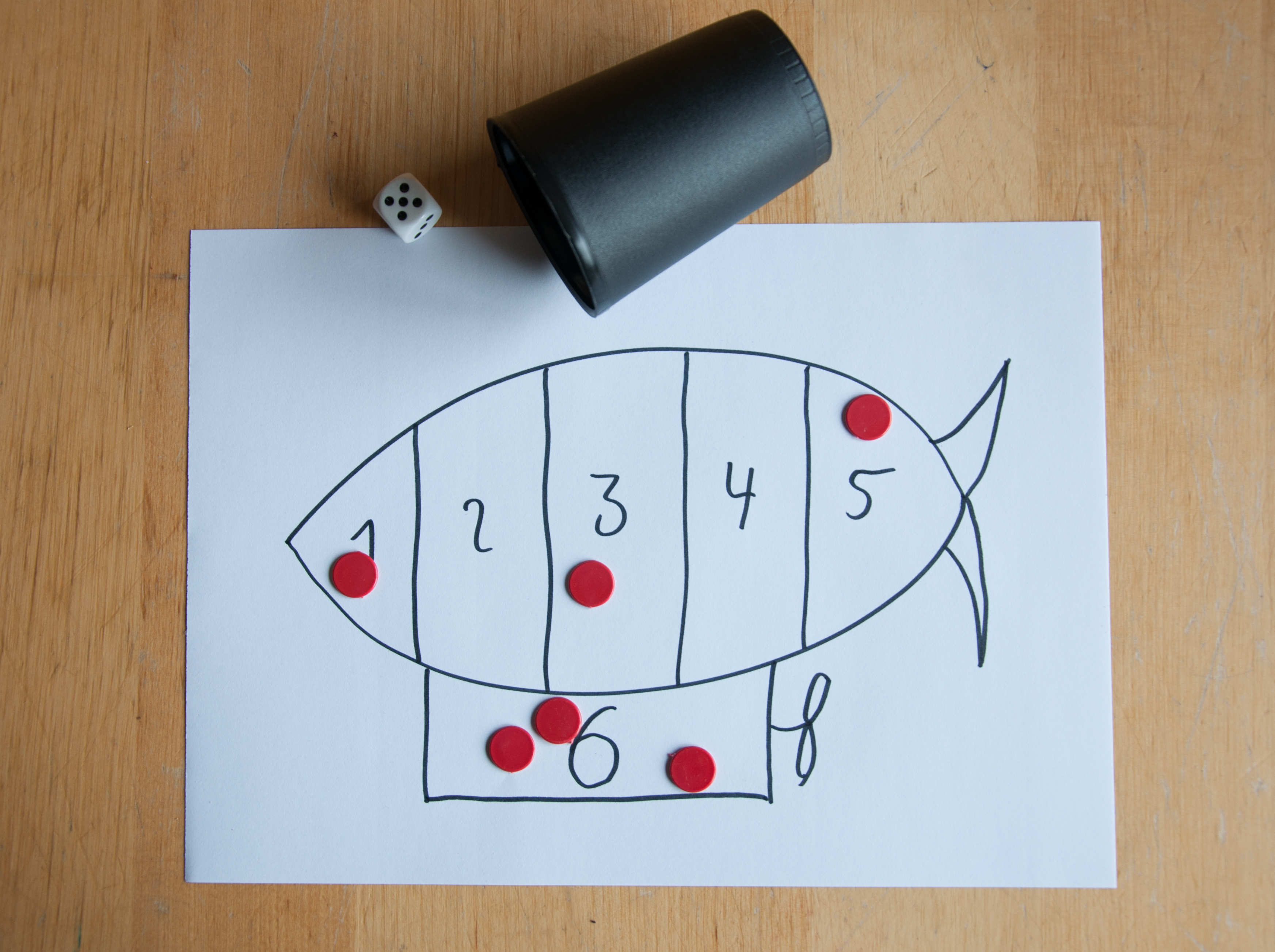
Das Spiel Zeppelin wird auf einen gezeichneten Spielplan gespielt. Im hier gezeigten Fall der gewürfelten Fünf dürfte der Spieler die bereits auf dem Fünfer-Feld liegende Spielmarke zu sich nehmen.

Vor dem Spiel wird ein Spielplan in Form eines Zeppelins auf einen großen Bogen Papier gezeichnet, der aus insgesamt sechs durchnummerierten Feldern besteht. Das Feld mit der Nummer 6 ist dabei die Gondel. Jeder Spieler bekommt sechs Spielmarken oder Münzen als Spieleinsatz.
Das Spiel wird reihum gespielt. Jeder Spieler würfelt mit einem Würfel und platziert auf dem Feld, das seiner Augenzahl entspricht, eine Spielmarke. Liegt auf dem Feld bereits eine Marke, darf er diese an sich nehmen. Eine Ausnahme stellt die Gondel mit der Sechs dar – Spielmarken, die auf diesem mit der 6 gekennzeichneten Feld liegen, bleiben liegen und der Spieler muss auf jeden Fall eine Marke ablegen; dieses Feld bildet die „Kasse“.
Ein Spieler, der seine gesamten Spielmarken verspielt hat, scheidet aus. Gewinner ist der Spieler, der am Ende übrigbleibt. Er gewinnt alle noch auf dem Spielfeld liegenden Einsätze sowie den Inhalt der Kasse. Sein Gewinn nach Abzug seines eigenen Einsatzes beträgt dabei etwa bei vier Spielern insgesamt 18 Spielmarken oder Münzen.

## Schluckhansel
Ein vom Spielprinzip gleiches Spiel ist unter dem Namen Schluckhansel bekannt und wird mit zwei Würfeln gespielt. Bei dem Spiel wird eine Figur gezeichnet, um die herum beginnend mit dem Kopf im Uhrzeigersinn Felder von 2 bis 12 eingezeichnet werden. Der Bauch ist das Feld mit der Nummer 7. Wie beim Zeppelin würfelt jeder Spieler, diesmal allerdings mit beiden Würfeln, und platziert einen Chip auf das Feld mit der gewürfelten Zahl. Liegt dort bereits ein Chip, kann er diesen an sich nehmen. Chips, die auf dem Bauch der Figur im Feld mit der 7 abgelegt werden, bleiben liegen, sie gehören dem Hansel. Gewinner ist auch hier der Mitspieler, der am Ende noch Spielchips hat.

## Belege
1. 1 2 3 4  „Zeppelin“ In: Erhard Gorys: Das Buch der Spiele. Manfred Pawlak Verlagsgesellschaft, Herrsching o. J.; S. 406.
2. 1 2 3 4  „Zeppelin“ In: Robert E. Lembke: Das große Haus- und Familienbuch der Spiele. Lingen Verlag, Köln o. J.; S. 246.
3. ↑  „Zeittafel der Würfelspiele“. In: Hugo Kastner: Die große Humboldt Enzyklopädie der Würfelspiele. Humboldts Verlags GmbH, Baden Banden 2007; S. 39. ISBN 978-3-89994-087-9
4. 1 2  „Schluckhansel“ In: 100er Spielesammlung (Memento des Originals vom 26. März 2016 im Internet Archive)  Info: Der Archivlink wurde automatisch eingesetzt und noch nicht geprüft. Bitte prüfe Original- und Archivlink gemäß Anleitung und entferne dann diesen Hinweis.. Spielregelheft der Spielesammlung des Nürnberger Spielkartenverlags; S. 16.
5. ↑  „Zeppelin“. In: Hugo Kastner: Die große Humboldt Enzyklopädie der Würfelspiele. Humboldts Verlags GmbH, Baden Banden 2007; S. 107. ISBN 978-3-89994-087-9